# Махадаонда (хоккейный клуб)
«Махадаонда» — профессиональный испанский хоккейный клуб из одноимённого города. Выступает в Испанской хоккейной суперлиге. Основан в 1992 году. Домашний стадион клуба — Ледовый Дворец Махадаонда.

## Форма

Форма клуба

## Достижения клуба
- Испанская хоккейная суперлига
  - Победители (1) : 1998

- Кубок Короля Испании по хоккею
  - Финалист (2) : 1998, 2002